# Élection présidentielle sud-coréenne de 1948
La  première élection présidentielle de Corée du Sud a eu lieu le 20 juillet 1948 et fait suite à l'élection de l'assemblée constitutionnelle du mois de mai 1948. Cette élection était indirecte, le président étant élu par l'assemblée.  Syngman Rhee est élu par 180 voix sur les 196 suffrages exprimés et récupère le pouvoir des mains du gouvernement militaire de l'armée des États-Unis en Corée le 15 aout 1948, jour de l'indépendance du pays.
La campagne a été marquée par une importante dispute entre Syngman Rhee et Kim Ku concernant l'organisation de ces élections exclusivement dans la zone sud. Kim Ku s'opposait à la tenue d'élections séparées et quitta l'alliance nationale pour la réalisation rapide de l'indépendance coréenne (ANRRIC) pour former le parti de l'indépendance coréenne. Son départ permet à Rhee de consolider son pouvoir sur l'ANRRIC. Kim Ku obtient 13 votes.

## Résultat
| Syngman Rhee | ANRRIC    | 180 | 91,8 |  |  |  |  |  |  |
| Kim Ku       | IC        | 13  | 6,7  |  |  |  |  |  |  |
| An Se-hong   |           | 2   | 1,0  |  |  |  |  |  |  |
| Seo Jae-pil  |           | 1   | 0,5  |  |  |  |  |  |  |
|              |           |     |      |  |  |  |  |  |  |
| Total        | Total     | 196 | 100  |  |  |  |  |  |  |
| Électeurs    | Électeurs | 200 |      |  |  |  |  |  |  |

Syngman Rhee devient le premier président de la Corée du Sud puis s'arrange pour être largement réélu en 1952, 1956 et 1960 avant d'être forcé à abdiquer par des manifestations populaires le mois suivant sa dernière confirmation.
Kim Ku est assassiné le 26 juin 1949